# Lexicologie
Lexicologia este ramura lingvisticii, în sens mai restrâns a semanticii, care studiază lexicul unei anumite limbi. Această studiere se face în relație, pe de o parte cu celelalte aspecte ale limbii (sistemul fonologic și sistemul gramatical), pe de altă parte cu factori din afara limbii (sociali, culturali și psihologici).

## Lexicologia și lexicografia
Apariția lexicologiei este legată de lexicografie, adică știința alcătuirii dicționarelor, care a precedat cu mult timp lexicologia. Când a apărut aceasta, domeniile celor două ramuri interferau, iar termenii lexicologie și lexicografie erau adesea considerate sinonime. Lexicologia a început să fie o ramură aparte abia de la începutul secolului al XX-lea, datorită lingvistului Ferdinand de Saussure. El a considerat cuvântul participant la un sistem de raporturi, la lexic ca structură, și că trebuie studiat în relațiile sale sintagmatice și paradigmatice.
Deși relația dintre lexicologie și lexicografie nu este strânsă în mod necesar, rezultatele celei dintâi pot fi codificate de cea din urmă.

## Lexicologia în perspectivă sincronică
Unul dintre aspectele lexicologiei are caracter sincronic. În această perspectivă, ea descrie lexicul în starea actuală a limbii: interdependențele dintre unitățile sale, stratificarea sa, formarea de cuvinte, sinonimia și polisemia lexicală etc. Lexicologia sincronică este în relație cu sociologia, psihologia și cultura în general.
De domeniul lexicologiei sincronice ține clasificarea cuvintelor după importanța lor socială (lexic fundamental și lexic secundar), precum și din punctul de vedere al folosirii lor individuale: vocabular activ și vocabular pasiv.
Tot lexicologia sincronică se ocupă de lexic ca sistem, în care cuvintele se asociază între ele mai ales după sens, din mai anumite puncte de vedere, în:
- sinonime: zăpadă, nea, omăt;
- cuvinte cu sens apropiat: alergare, fugă, goană;
- antonime: viață – moarte, cald – rece, tânăr – bătrân;
- omonime: bancă „instituție financiară” – bancă „scaun lung”; ban „a suta parte din moneda națională” – ban „titlu boieresc în Evul Mediu”; calcan „soi de pește marin” – calcan „zid fără uși și fără ferestre”;
- cuvinte care formează un așa-numit câmp lexical, de exemplu cel al rudeniei[7]: mamă, tată, frate, soră etc.;
- cuvinte în relație de hiperonimie (supraordonare), hiponimie (subordonare), și cohiponimie (coordonare) între ele: animal (hiperonim, supraordonat, noțiune care include hiponimele), câine, pisică etc. (cohiponime, noțiuni coordonate între ele, și hiponime, subordonate ale lui animal, incluse în acesta)[8].
- familii lexicale alcătuite prin formare de cuvinte, de pildă bun, bunătate, bunăvoință, bună-cuviință, bunicel, bunișor, îmbuna, îmbunare, îmbunătăți etc.[9]

Dat fiind că limba nu este cu totul unitară din punct de vedere geografic și social, iar diferențele se manifestă în primul rând în cuvinte, lexicologia sincronică se ocupă și cu stabilirea cuvintelor specifice diferitelor varietăți ale limbii:
- varietăți regionale: dialecte, graiuri;
- varietăți sociale: limbaje de grup, numite și sociolecte[10];
- registre de limbă: familiar, curent, elevat[11].

Lexicologia sincronică are unele dificultăți, deoarece modelele structurale furnizate de fonologie și de gramatică s-au dovedit a fi greu aplicabile în lexicologie, din cauza complexității foarte mari a raporturilor lexicale, cu atât mai mult, cu cât definirea cuvântului și a sensului, noțiuni fundamentale ale lexicologiei, este și în prezent controversată.

### Frazeologia
Frazeologia, care se ocupă cu studiul îmbinărilor de cuvinte parțial sau total fixe, numite unități frazeologice, frazeme sau frazeologisme, este o ramură științifică și mai tânără decât lexicologia, considerată de unii autori o ramură a acesteia sau cel puțin o ramură a lingvisticii care ține de lexicologie și de sintaxă.

## Lexicologia în perspectivă diacronică
În perspectivă diacronică, adică istorică, lexicologia examinează originea cuvintelor, transformările cantitative și calitative, adică de sens și fonetice ale lexicului, apariția și dispariția cuvintelor etc. Nu poate fi separată de caracterul său sincronic, dat fiind că stabilește care sunt în starea actuală a limbii cuvinte moștenite, cuvinte formate pe teren propriu, cuvinte împrumutate și cuvinte străine. În schimb ține de diacronie stabilirea perioadei sau a momentului în care a apărut un cuvânt sau a intrat în limbă un împrumut lexical.
Tot de aspectul diacronic al lexicologiei țin schimbările din lexic cauzate de îmbătrânirea și moartea cuvintelor, respectiv nașterea și răspândirea lor. În acest sens, în starea actuală a limbii există arhaisme, adică cuvinte pe cale de dispariție, și neologisme, adică cuvinte nou formate sau nou intrate în limbă.
Tot în timp se petrece mișcarea cuvintelor între varietățile și registrele de limbă. Este, de exemplu, un fenomen general în limba franceză trecerea unor cuvinte din argou în registrul familiar. Exemple: arnaque „escrocherie”, bidule „chestie, lucru oarecare”, clébard „câine”, moche „urât”.

### Etimologia
O ramură efectiv diacronică a lexicologiei este etimologia, care studiază istoria cuvintelor, adică originea lor și evoluția pe care o parcurg până la stadiul actual al limbii. Are o legătură strânsă cu știința istoriei, în special cu istoria culturii, domenii științifice care ajută la lămurirea apariției și istoriei cuvintelor. În același timp, etimologia contribuie la înțelegerea culturii unui popor sau grup etnic, a unei țări sau a unei regiuni.